# Zalesice
Zalesice [pronunciación en polaco: /zalɛˈɕlo͡sɛ/] es un pueblo ubicado en el distrito administrativo de Gmina Sulejów, dentro del Distrito de Piotrków, Voivodato de Łódź, en Polonia central. Se encuentra aproximadamente a 12 kilómetros al oeste de Sulejów, a 4 kilómetros al sureste de Piotrków Trybunalski, y a 49 kilómetros al sur de la capital regional Łódź.